# سووچتسه
سووچتسه (به لهستانی:  Sowczyce) یک روستا در لهستان است که در گمینا اولسنو (استان اوپوله) واقع شده‌است.